# Jeremy Mayfield

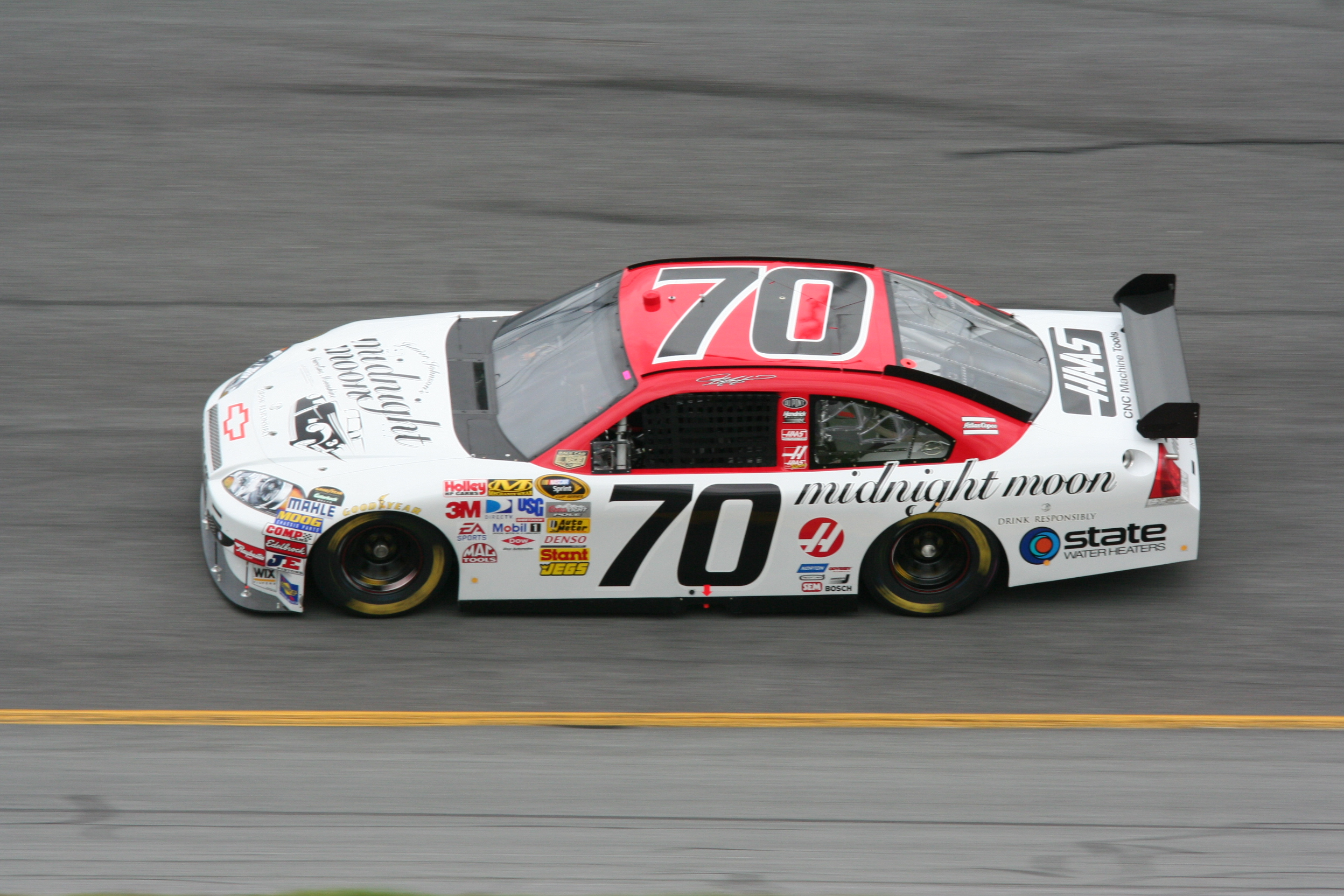
Mayfield op de Daytona International Speedway in 2008

Jeremy Mayfield (Owensboro (Kentucky), 27 mei 1969) is een Amerikaans autocoureur. Hij reed tussen 1993 en 2009 in de NASCAR Winston/Sprint Cup. In 2009 werd hij door de NASCAR voor onbepaalde tijd geschorst na twee positieve dopingtesten.

## Carrière
Mayfield debuteerde in de Winston Cup op de Charlotte Motor Speedway tijdens de Mello Yello 500 in 1993. Zijn eerste overwinning behaalde hij in 1998 tijdens de Pocono 500. Hij werd dat jaar zevende in de eindstand van het kampioenschap, zijn beste resultaat uit zijn carrière. In 2000 vertrok hij vier keer vanaf poleposition en won hij twee races, de Auto Club 500 en hij won de Pocono 500 een tweede keer. In 2004 won hij de Chevy Rock and Roll 400 en een jaar later won hij de vijfde en laatste race uit zijn carrière, de GFS Marketplace 400 op de Michigan International Speedway.
In mei 2009 werd hij door de NASCAR voor onbepaalde geschorst na een positieve dopingtest voor het gebruik van methamfetamine. Daarop had een rechter de schorsing ongedaan gemaakt, maar enkele weken later testte hij een tweede keer positief waarna hij opnieuw geschorst werd. Mayfield ging in beroep maar verloor zijn rechtszaak tegen de NASCAR.

## Resultaten in de NASCAR Winston/Sprint Cup
Winston/Sprint Cup resultaten (aantal gereden races, polepositions, gewonnen races en positie in het kampioenschap)
| Jaar | Races | Polepositions | Overwinningen | Kampioenschap |
| ---- | ----- | ------------- | ------------- | ------------- |
| 1993 | 1     | 0             | 0             | 74e           |
| 1994 | 20    | 0             | 0             | 37e           |
| 1995 | 27    | 0             | 0             | 31e           |
| 1996 | 30    | 1             | 0             | 26e           |
| 1997 | 32    | 0             | 0             | 13e           |
| 1998 | 33    | 1             | 1             | 7e            |
| 1999 | 34    | 0             | 0             | 11e           |
| 2000 | 32    | 4             | 2             | 24e           |
| 2001 | 28    | 0             | 0             | 25e           |
| 2002 | 36    | 0             | 0             | 26e           |
| 2003 | 36    | 1             | 0             | 19e           |
| 2004 | 36    | 2             | 1             | 10e           |
| 2005 | 36    | 0             | 1             | 9e            |
| 2006 | 22    | 0             | 0             | 39e           |
| 2007 | 17    | 0             | 0             | 45e           |
| 2008 | 8     | 0             | 0             | 50e           |
| 2009 | 5     | 0             | 0             | 54e           |